# Mânăstirea Rătești
Mânăstirea Rătești  – wieś w Rumunii, w okręgu Buzău, w gminie Berca. W 2011 roku liczyła 131 mieszkańców.